# Mirosław Bulešić
Mirosław Bulešić, właśc. Miroslav Bulešić (ur. 13 maja 1920 w m. Čabrunići, zm. 24 sierpnia 1947 w m. Lanišće) – chorwacki błogosławiony Kościoła katolickiego, męczennik.
Był kapłanem w diecezji porecko-pulskiej, w Chorwacji. Przed święceniami studiował w Rzymie na Uniwersytecie Gregoriańskim. Został formatorem przyszłych kapłanów na kilka miesięcy przed śmiercią.
24 sierpnia 1947 został zamordowany przez działaczy uzbrojonych komunistycznych bojówek, które wtargnęły na plebanię. Najpierw został pobity, a następnie kilkukrotnie raniony w szyję. Jego zabójca w procesie sądowym został uniewinniony.
28 września 2013 został ogłoszony błogosławionym przez papieża Franciszka (za pośrednictwem legata Angelo Amato).